# Sphaerostephanos squamatellus
Sphaerostephanos squamatellus är en kärrbräkenväxtart som beskrevs av Holtt. Sphaerostephanos squamatellus ingår i släktet Sphaerostephanos och familjen Thelypteridaceae. Inga underarter finns listade.